# Ватра (музичка група)
Ватра је хрватска рок група основана 1999. године. 
Први албум Између нас, објављен 1999. године, номинован је за новинарску рок награду „Црни мачак” 2000. године у категорији за „наду године”. Други албум Анђео са грешком објавили су 2002. године, а исте године су потписали уговор са дискографском кућом Далас рекордс. 
Песма „Тремоло” са албума Има ли будних?, у којој се појављује Дамир Урбан, донела је групи награду Порин за најбољу вокалну сарадњу 2012. године. Исту награду за најбољи албум алтернативне музике добијају за албум ВТ 2014. године. Следеће године добијају две награде Порин и то за песму године и за најбоље извођење групе са вокалом. Обе награде су добили за песму „Танго”.

## Чланови
- Иван Дечак — водећи вокал, ритам гитара
- Томислав Шушак — бас гитара
- Ирена Целио — клавијатура, пратећи вокал
- Роберт Келемен — соло гитара
- Марио Роберт Касумовић — бубњеви

## Дискографија

### Албуми
- Између нас (Јабукатон, 1999)
- Анђео с грешком (Далас рекордс, 2002)
- Прекид програма (Далас рекордс, 2004)
- Аритмија (Далас рекордс, 2006)
- Спутник (Далас рекордс, 2008)
- Има ли будних? (Далас рекордс, 2011)
- ВТ (Далас рекордс, 2013)
- Змајеви на вјетру (Далас рекордс, 2015)[7]
- Нама се никуд не жури (Далас рекордс, 2019) [8]